# ولي الأمر
ولي الأمر هو الشخص الذي يتمتع بالسلطة القانونية (والمسؤولية المقابلة) لرعاية المصالح والممتلكات الشخصية لشخص آخر، يدعى المكفول، يستخدم الأوصياء عادة في ثلاث حالات: الوصاية على كبار السن العاجزين عن العمل (بسبب الشيخوخة أو العجز)، والوصاية على قاصر، والوصاية على البالغين المعاقين نموًا.

## الوصاية على كبار السن العاجزين
عندما يصبح كبير السن غير قادر على رعاية شخصه و/ أو ممتلكاته تبرز الحاجة إلى تعيين وصي قانوني له، وفي بعض الحالات قد يكون هناك اعتقاد بأن كبار السن يتم استغلالهم ماليًا أو على وشك استغلالهم، وفي حالات أخرى قد يكون الشخص غير قادر على رعاية نفسه أو أنه غير قادر على الانخراط بشكل مناسب في أنشطة الحياة اليومية دون مساعدة، وعادة ما يكون هناك حادث يدفع شخص متخصص أو عضوًا في العائلة أو عامل رعاية صحية أو رجل دين لبدء إجراءات الوصاية.
في معظم الولايات، تبدأ العملية بتحديد ما إذا كان الشخص الذي يُزعم بأنه عاجز هو في الواقع عاجز، كما سيكون هناك في كثير من الأحيان جلسة استماع للحجج أو الأدلة لإثبات ذلك، وإن تم التوصل إلى أن هذا الشخص بالفعل عاجز، ستنتقل العملية إلى الخطوة التالية وهي: ما إذا كان الوصي ضروريًا وإلى أي مدى (قد تكون الحاجة إلى وصي للشؤون المالية للشخص ولكن ليس للشخص) وإذا كان الأمر يستدعي وجود وصي فمن يجب أن يكون.
إن تحديد ما إذا كانت الوصاية ضرورية أم لا قد يأخذ بعين الاعتبار عددًا من العوامل، بما في ذلك ما إذا كان هناك بديل أقل تقييدًا، مثل استخدام توكيل قائم بالفعل أو وكيل رعاية صحية، وفي بعض الحالات، يمكن أن يصبح نزاع الوصاية مثيرًا للخلاف، إذ يمكن أن يؤدي إلى التقاضي بين أحد الوالدين وأطفال بالغين أو بين إخوة مختلفين ضد بعضهم البعض في ما هو في الأساس نزاع سابق على الوصاية على ثروة أحد الوالدين، وغالبًا ما يتم وقف الوصاية في مثل هذه الحالات.

## الوصاية على قاصر

### الوصاية الطبيعية
والدي القاصر هما الأوصياء الطبيعيين عليه.

### الوصاية القانونية
لدى معظم الدول والولايات قوانين تنص على أن والدي الطفل القاصر هم الأوصياء القانونيون له، ويمكن أن يحدد الوالدان من سيصبح الوصي القانوني للطفل في حالة الوفاة، وعادة ما يذهب القرار للمحكمة للموافقة عليه، وعندما يصبح والدا الطفل القاصر معاقين أو متوفين سيكون من الضروري أن تقوم المحكمة بتعيين وصي.

## الوصاية على البالغين المعاقين في النمو
قد يتم تعيين الأوصياء القانونيين في قضايا الوصاية للبالغين، على سبيل المثال، قد يبدأ الوالدين بإجراءات الوصاية ليصبحوا الأوصياء على طفل معوق النمو عندما يبلغ الطفل سن الرشد.

## القواعد المطبقة على جميع الأوصياء
لدى المحاكم عمومًا سلطة تعيين وصي لفرد بحاجة إلى حماية خاصة، والوصي الذي يكون مسؤولًا عن كل من السلامة والمصالح المالية للشخص المكفول يدعى الوصي العام، ويمكن أن يتم تعيين شخص كوصي خاص، وفي هذه الحالة تكون الصلاحيات محدودة على مصالح المكفول، إذ يجوز منح الوصي الخاص على سبيل المثال، الحق القانوني في التصرف في ممتلكات المكفول دون أن يمنحه أي سلطة عليه كشخص.
وبالاعتماد على السلطة القضائية، يجوز تسمية الوصي القانوني بحارس أو ولي أو قيم، تميز العديد من المحاكم القضائية وقانون الوصاية الموحد بين «الوصي» أو «الوصي على الشخص»، وهو الشخص الذي يتمتع بسلطات ومسؤوليات ائتمانية للشخص البدني للمكفول، وبين «الحارس» أو «الوصي للممتلكات» الذي لديه السلطة والمسؤوليات الائتمانية عن ممتلكات كبيرة (في كثير من الأحيان وراثة أو تسويات إصابة شخصية) خاصة بالمكفول، وبعض السلطات القضائية تدعم برامج الوصاية العامة التي تخدم البالغين أو الأطفال العاجزين.
الوصي هو شخص مؤتمن ويتمتع بمستوى عالي من الرعاية في ممارسة سلطاته، وإذا كان لدى المكفول ممتلكات كبيرة، قد يُطلب من الوصي تقديم سند ضمان لحماية المكفول في حال تسبب عدم الأمانة أو عدم الكفاءة من جانبه في خسارة مالية للمكفول.

## الوصي بأمر المحكمة/الوكيل

### الولايات المتحدة

#### قانون الأسرة ومحاكم الإعالة
الأوصياء بأمر المحكمة أو الوكلاء (Guardian Ad Litem) ليسوا مثل «الأوصياء القانونيين»، وغالبًا ما يتم تعيينهم في حالات الأطفال القاصرين لعدة مرات لتمثيل مصالح الأطفال القاصرين، ويمكن أن تدعى منظمة الأوصياء بأمر المحكمة (GALS) في بعض الولايات الأمريكية المحامون الخصوصيون المعينون من المحكمة (CASA)، وفي ولاية نيويورك فهي معروفة باسم محامو الطفل (AFCS)، ويعتبرون صوت الطفل ويمكن لهم تمثيله في المحكمة، حيث يلتزم العديد من القضاة بأي توصية مقدمة من الوصي بأمر المحكمة، وبإمكان منظمة الأوصياء المحكمة أن تساعد في أخذ الطفل من بيئة معادية وإعطاء الحضانة إلى وكالة خدمات الأسرة التابعة للدولة أو الولاية المعنية، وفي هذه الحالات تساعد في حماية الطفل القاصر.
تختلف المؤهلات حسب الولاية، وتتراوح من عديمي الخبرة أو المؤهلات والمتطوعين إلى العاملين الاجتماعيين والمحامين وغيرهم، وتعتبر مهمة الوصي بأمر المحكمة الوحيدة تمثيل مصالح الأطفال القاصرين وتقديم المشورة للمحكمة، والوصي المخصص أو الوصي بأمر المحكمة هو أحد ضباط المحكمة، ولا يمثل الأطراف في الدعوى، وغالبًا ما يتمتع بحصانة شبه قضائية من أي إجراء من الأطراف المعنية في قضية معينة، ويختلف التدريب والمؤهلات والإشراف من دولة/ولاية إلى أخرى، مما يعني أن الجودة متغيرة بالمثل، ففي ولاية كارولينا الشمالية على سبيل المثال، يجب على مقدم الطلب (المتطوع) المرور بفحص لخبراته وخلفيته وإتمام 30 ساعة من تدريب.
على الرغم من أن الوصي المخصص الذي يعمل من خلال برنامج CASA يتطوع بخدماته، إلا أن بعض الأوصياء يأخذون مقابلًا لخدماتهم، ويجب عليهم تقديم تقارير مفصلة عن الوقت والمصروفات إلى المحكمة للموافقة عليها، إذ يتم خصم الرسوم الخاصة بهم كتكاليف في القضية، ويمكن للمحاكم أن تطلب من جميع الأطراف المشاركة في التكلفة، كما يمكن للمحكمة أن تأمر طرفًا معينًا بدفع الرسوم.
يتم تعيين الأوصياء المخصصون أيضًا في الحالات التي يوجد فيها ادعاء بإساءة معاملة الأطفال أو إهمال الأطفال أو ا لأطفال المحتاجين لإشراف أو جنوح الأحداث أو التبعية، وفي هذه المواقف يُخصم المبلغ المخصص للوصي لتمثيل المصالح الفضلى للطفل القاصر، والتي يمكن أن تختلف عن موقف الدولة أو الوكالة الحكومية وكذلك مصلحة الوالد أو الوصي.
```
يختلف هؤلاء الأوصياء حسب الاختصاص والصلاحية ويمكن أن يكونوا محامين أو محامين متطوعين، وعلى سبيل المثال، في ولاية كارولينا الشمالية يتم إقران المتطوعون المدربون كأوصياء مخصصون مع المحامين للدفاع عن أفضل مصلحة للأطفال المضطهدين والمهملين، إذ يُعرِّف البرنامج أفضل مصلحة للطفل بأنها منزل آمن ومستقر.
```

### الصحة العقلية ومحاكم الوصايا
يمكن تعيين الأوصياء بأمر المحكمة لتمثيل مصالح المرضى العقليين أو المعاقين، على سبيل المثال، يشترط قانون فرجينيا أن تعين المحكمة «محامي مختص مؤهل وحكيم» أو «شخص آخر حكيم ومناسب» ليكون بمثابة وصي مخصص لحماية مصالح شخص لديه إعاقة.

## العقارات واتخاذ القرارات المالية
يتم تعيين الأوصياء المخصصون في بعض الأحيان في مسائل الوصايا لتمثيل مصالح الورثة غير المعروفين أو غير محددي الموقع لممتلك ما.

## الأوصياء بأمر المحكمة والتسويات
عندما يتم التوصل إلى تسوية في حالة الإصابة الشخصية أو قضايا سوء الممارسة الطبية التي تنطوي على مطالبات يتم تقديمها نيابة عن قاصر أو مُدعٍ عاجز، تقوم المحاكم عادة بتعيين وصي مؤقت لمراجعة شروط التسوية والتأكد من أنها عادلة وبما يحقق المصالح الفضلى للشخص المدعي، إذ يحقق الوصي بدقة في القضية لتحديد ما إذا كان مبلغ التسوية عادلاً ومعقولًا.

## الوضع في الدول الأخرى

### إنكلترا وويلز
يتم توظيف الأوصياء المخصصين من قبل دائرة الاستشارات والدعم الخاصة بالأطفال والأسرة (CAFCASS)، وهي هيئة عامة غير إدارية، لتمثيل مصالح الأطفال في الحالات التي تختلف فيها رغبات الطفل عن رغبات أي من الوالدين، والمعروفة باسم حالة القسم 9.5، وتشغل الوظائف من قبل كبار الأخصائيين الاجتماعيين من ذوي الخبرة في إجراءات قانون الأسرة.
وفي عام 2006، تم تعيين وضع قانوني «للوصاية الخاصة» (باستخدام الصلاحيات التي يفوضها قانون التبني والأطفال لعام 2002) للسماح برعاية الطفل من قبل شخص يتمتع بحقوق مماثلة للوصي القانوني التقليدي، ولكن بدون شرعية مطلقة الانفصال عن الوالدين المنجبين، ولا ينبغي الخلط بين هذه الحالات والأوصياء الخاصين الذين عينتهم المحاكم في ولايات قضائية أخرى.

### ألمانيا
تم تغيير قانون الوصاية الألماني فيما يتعلق بالبالغين بالكامل في عام 1990، وقد أعيدت تسمية الوصاية (Vormundschaft) الخاصة بشخص بالغ إلى «الرعاية» (Betreuung)، على الرغم من أنها تبقى وصاية للقاصرين، ويمكن تعيين راعي (Betreuer) للشخص الذي بلغ سن الرشد ولكنه نتيجة للمرض العقلي أو الإعاقة الجسدية أو العقلية أو النفسية غير قادر على إدارة شؤونه الخاصة (المادة 1896، القانون المدني الألماني)، ويكون الوصي البالغ مسؤول عن المسائل الشخصية والعقارية، فضلًا عن العلاج الطبي، مع أن المكفول لا يتمتع عادة بجميع حقوق الإنسان كالزواج والتصويت وكتابة الوصية، إذ يمكن فقدان هذه الحقوق نتيجة حكم أو أمر قضائي.
يجب على كل وصي أن يقدم تقريرًا سنويًا إلى محكمة الوصاية (Betreuungsgericht)، وعادة ما يحمل الأوصياء المهنيون (Berufsbetreuer) شهادات جامعية في القانون أو العمل الاجتماعي.

### جمهورية أيرلندا
تم وضع نظام الوصاية الذي عينته المحكمة في جمهورية أيرلندا بناءً على اقتراح الناشط المثلي المرموق وعضو مجلس الشيوخ دافيد نوريس (David Norris)، وفي سبتمبر 2011 أُلغي المجلس الاستشاري لقانون الأطفال الذي تم إعداده لتقديم المشورة لوزراء الحكومة بشأن وضع السياسات بموجب قانون رعاية الطفل لعام 1991.
يكون القضاة مسؤولون عن تعيين أوصياء للأطفال ويمكنهم اختيارهم من خدمة بارناردو الخيرية للأطفال أو من بين الأوصياء العاملين لحسابهم الخاص، ومعظمهم من الأخصائيين الاجتماعيين السابقين الذين اتجهوا إلى العمل الخاص منذ التشريع.

### المملكة العربية السعودية
جميع النساء في المملكة العربية السعودية يحتجن إلى وصي (الوالي/ المحرم) لمنح الإذن لمختلف المعاملات الحكومية والاقتصادية، وكذلك بعض قرارات الحياة الشخصية والصحة.

### السويد
ينظم القانون الوالدي السويدي (Föräldrabalken) الوصاية القانونية لكل من الأطفال والبالغين المعاقين، بينما تُنظَّم الوصاية القانونية على القاصرين غير المصحوبين بولي بقانون خاص بها، ويتم تعيين الوصاية من قبل محكمة المقاطعة وتشرف عليها "Överförmyndare" وهي سلطة بلدية إلزامية في كل بلدية سويدية.
```
ما يتم تضمينه في مجال الوصاية تقرره محكمة المقاطعة، ولا يتم تضمين مسؤولية الرعاية الصحية والتمريض أبدًا في الوصاية على البالغين، ولكنها دائمًا ما تكون متضمنة للقاصرين، ويمكن للوصاية على البالغين أن تأخذ شكلين قانونيين، «العراب» أو "förvaltare" بمعنى الوصي أو المؤتمن، والفرق الرئيسي بين هذين هو أن "förvaltare" لديه الإذن الوحيد لاتخاذ الإجراءات القانونية في مجال الوصاية، ويمكن أن يكون للوصاية أشكال قانونية مختلفة لأجزاء مختلفة من الوصاية، ولكن أمر مثل حقوق الإنسان الأساسية لا يتم إنكارها أبدًا من هذا القانون، لكن البعض الآخر يمكن إنكاره من قبل قوانين أخرى.
```

```
عادة ما يتم تعيين «العراب» بموافقة المكفول، ولكن إذا كانت الظروف البدنية للمكفول لا تسمح له بتقديم مثل هذه الموافقة، يمكن تعيين عراب له على أية حال، كل شيء يقوم به العراب لمكفوله يجب أن تتم الموافقة عليه من قبله، أو يمكن أن يفترض أن تتم الموافقة عليه من قبله، وفي الحالات المعقدة، مثل أخذ قروض أو بيع منزل فهو بحاجة إلى موافقة من السلطات المحلية، ومرة واحدة في السنة يجب على ولي الأمر المعين قانونًا إرسال حسابه إلى Överförmyndare للمراجعة.
```

ومنذ عام 2017، يمكن للمكفول الذي لا يزال يمتلك قدراته العقلية كاملة، كتابة خطاب توكيل خاص مستقبلي (Framtidsfullmakt) يمكن استخدامه فيما بعد عندما فقد هذه القدرات، يتم وصف كيفية كتابة مثل هذه الرسالة بالتفصيل في القانون الوالدي، وعادة ما يتبع مبادئ الوصية، وقد تم إنشاء هذا القانون لأنه من غير الواضح في السويد ما إذا كان التوكيل العادي ساري المفعول بعد فقدان المكفول لقدراته.